# Новьон-Порсьен
Новьо́н-Порсье́н (фр. Novion-Porcien) — коммуна во Франции, находится в регионе Шампань — Арденны. Департамент коммуны — Арденны. Административный центр кантона Новьон-Порсьен. Округ коммуны — Ретель.
Код INSEE коммуны — 08329.
Коммуна расположена приблизительно в 175 км к северо-востоку от Парижа, в 75 км севернее Шалон-ан-Шампани, в 29 км к юго-западу от Шарлевиль-Мезьера.
Название коммуны происходит от кельтского Noviomagus («новые поля»).

## Население
Население коммуны на 2008 год составляло 492 человека.
| 1962 | 1968 | 1975 | 1982 | 1990 | 1999 | 2008 |
| ---- | ---- | ---- | ---- | ---- | ---- | ---- |
| 534  | 573  | 498  | 467  | 477  | 481  | 492  |

## Экономика
В 2007 году среди 330 человек в трудоспособном возрасте (15—64 лет) 239 были экономически активными, 91 — неактивными (показатель активности — 72,4 %, в 1999 году было 68,4 %). Из 239 активных работали 218 человек (126 мужчин и 92 женщины), безработных было 21 (8 мужчин и 13 женщин). Среди 91 неактивных 38 человек были учениками или студентами, 15 — пенсионерами, 38 были неактивными по другим причинам.

## Фотогалерея

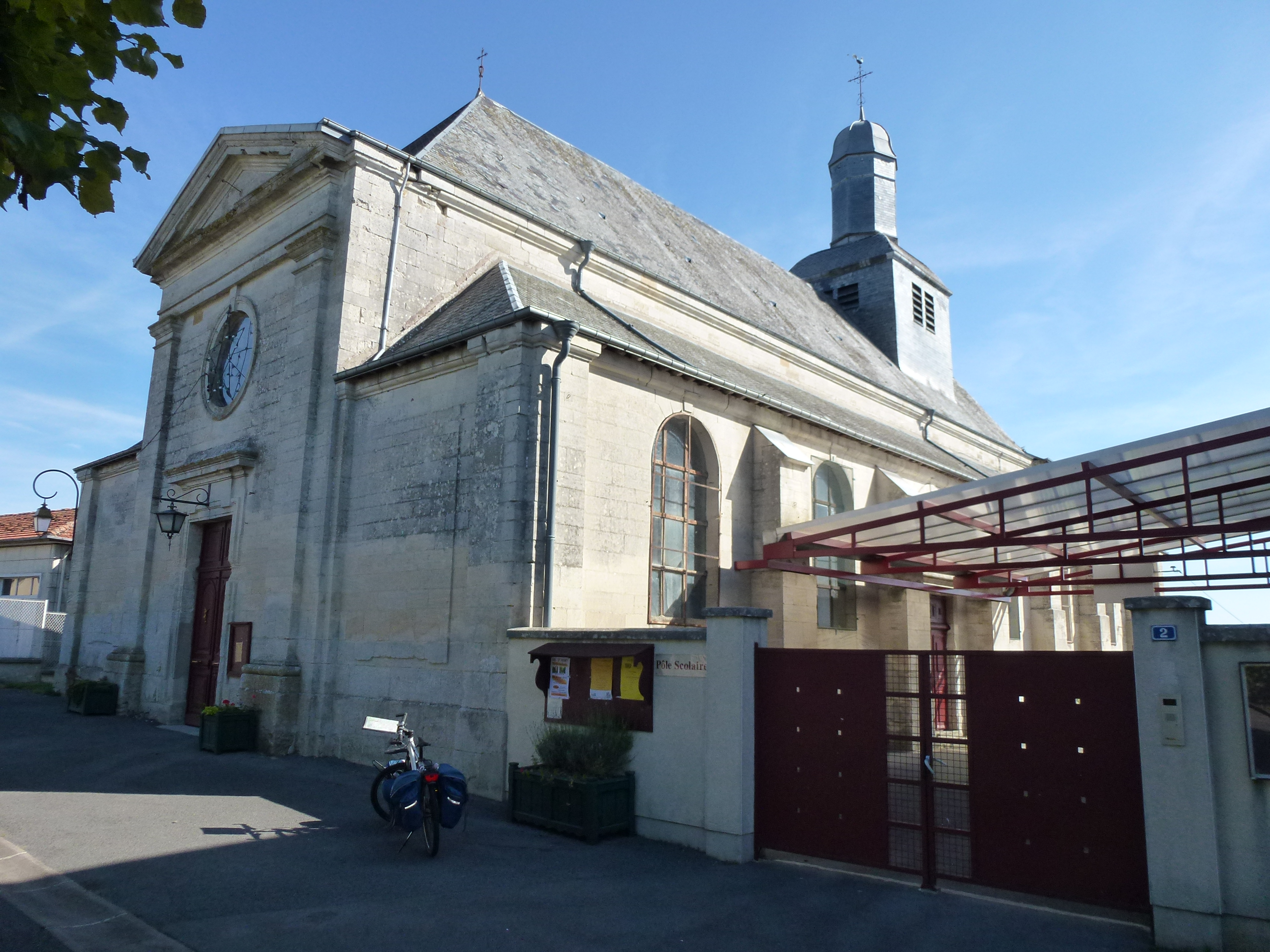
Церковь Св. Петра
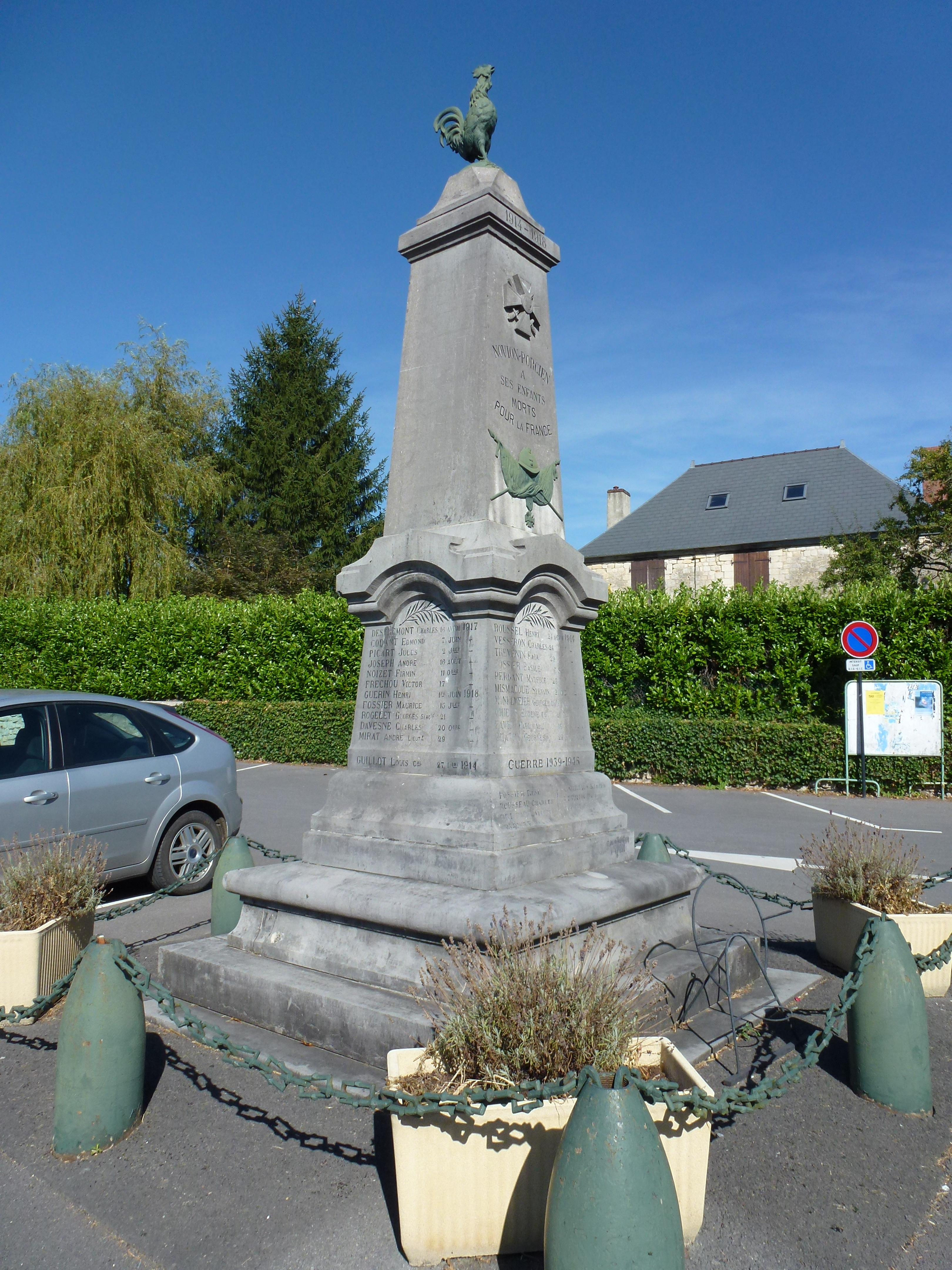
Памятник погибшим в Первой мировой войне
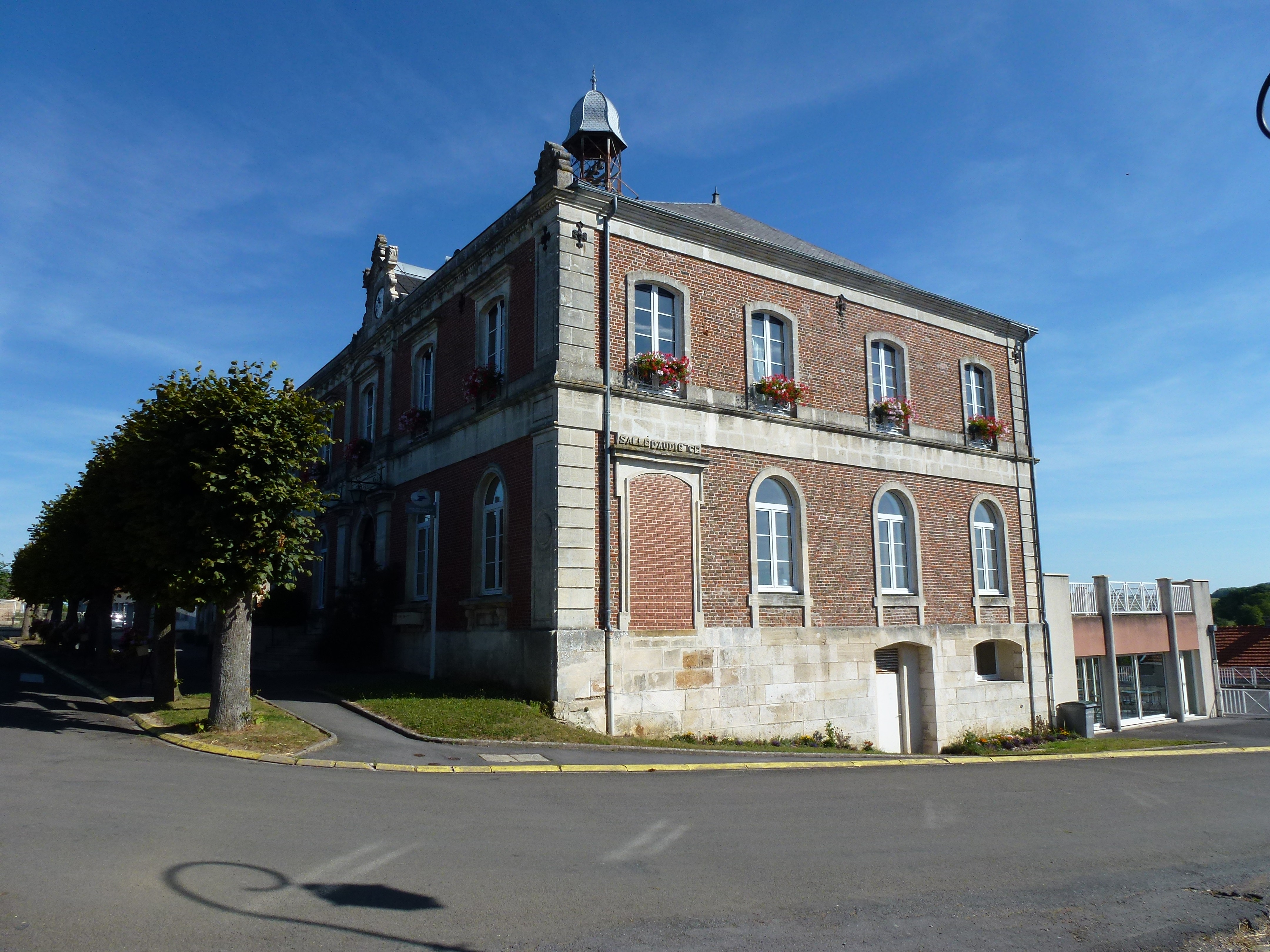
Мэрия
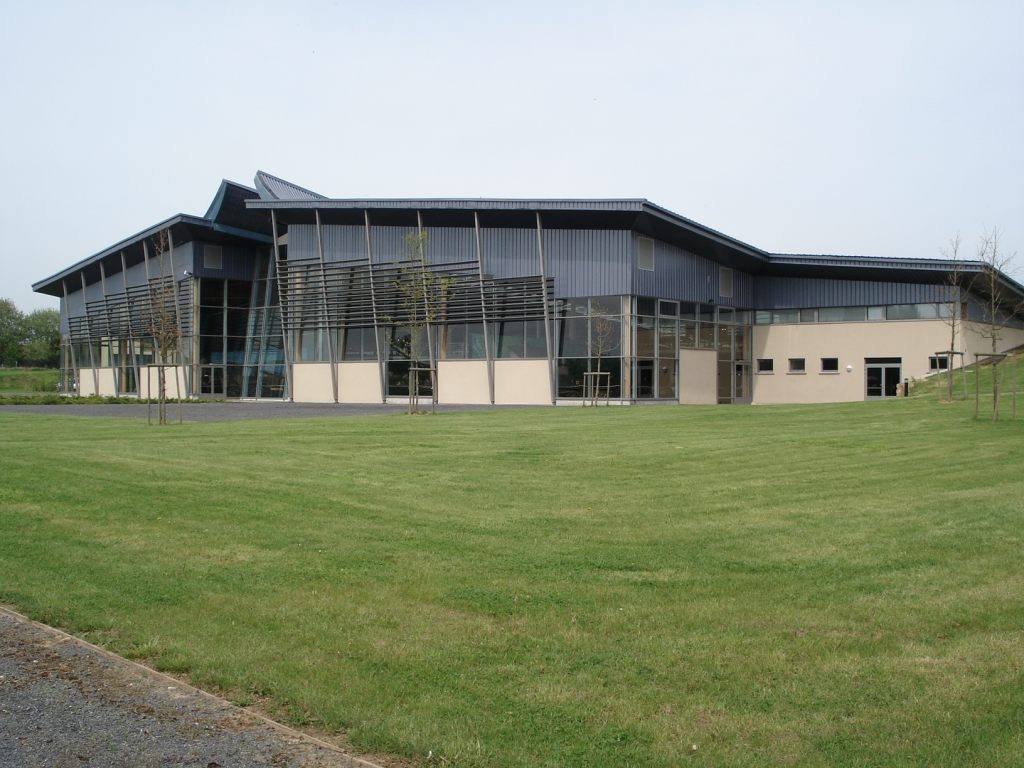
Музей войны и мира